# Patella aspera
Patella aspera és una espècie de mol·lusc gastròpode de la família Patellidae present a la mar Mediterrània i al nord de l'oceà Atlàntic a les Illes Canàries, Madeira, Açores i Illes Britàniques.
La conquilla és aplanada, un poc més estreta a la part anterior. La cara externa presenta 20-25 costelles radials gruixades, travessades per bandes de creixement gairebé sempre ben definides. El color d'aquesta cara externa és blanc brut, ocasionalment amb bandes radials fosques, mentre que la part interna és llisa, de color groc blanquinós iridescent.